# ゆーすけ・かおりのMorningPalette
ゆーすけ・かおりのMorningPalette（ゆーすけ・かおりのモーニング・パレット）はMBCラジオで2009年3月30日から2011年3月31日まで毎週月曜から金曜の6:30 - 9:40に放送されていた朝の生ワイドのラジオ番組。

## 番組のコンセプト
8年間続き好評だった『むっちゃんのきょうも元気にChi・Ka・Raこぶ』の後を引継ぎスタートした。番組タイトルのパレットには、リスナーひとりひとりの朝を、多彩な色（多くの情報）でコーディネートしたいという願いを込められている。出演者の若返りで今まで以上にフレッシュな感性で、日常のニュースや話題を取り上げ、県内各地の朝の取れたて情報を伝えられる番組を目指している。番組の浸透周知とリスナー層の裾野を広げ親しみやすさを狙い番組の略称は「モニパレ」とされた。

## 放送時間
- 毎週月曜 - 金曜 6:30 - 9:40

## 出演者
- 岡田祐介
- 古山かおり

## 生中継レポーター
- ポニーメイツ（ラジオカー「ポニー号」レポーター）

## レギュラーコーナーゲスト
- JA鹿児島県経済連（上池美穂）
- ふとんの今藤(今藤 尚一)
- ジャパネットたかた(各商品アドバイザー)

## 備考
- ひさしぶりに局アナによる朝ワイド番組、前番組より特にメインパーソナリティーは、ぐっと若返った。ちなみに2009年度で局アナコンビの生放送は同番組のみである。
- 引続き鹿児島市都市農業センターで農業体験する場所の名称は、前番組の2009年3月26日放送分で中継に出ていた猪俣睦彦と当日放送分で研修を兼ねて番組ディレクターしていた岡田アナウンサーの相談により「モニパレ畑」と決まった。